# Сајпрес (Калифорнија)
Сајпрес (енгл. Cypress) град је у америчкој савезној држави Калифорнија. По попису становништва из 2010. у њему је живело 47.802 становника.

## Демографија
Према попису становништва из 2010. у граду је живело 47.802 становника, што је 1.573 (3,4%) становника више него 2000. године.
| Група             | 2000.          | 2010.          |
| Белци             | 26.400 (57,1%) | 20.865 (43,6%) |
| Афроамериканци    | 1.280 (2,8%)   | 1.444 (3,0%)   |
| Азијати           | 9.618 (20,8%)  | 14.978 (31,3%) |
| Хиспаноамериканци | 7.235 (15,7%)  | 8.779 (18,4%)  |
| Укупно            | 46.229         | 47.802         |